# Quantum Catastrophe
A Quantum Catastrophe az amerikai Brain Drill második nagylemeze, mely 2010. május 11-én jelent meg a Metal Blade Records gondozásában.

## Története
A 2008-as Apocalyptic Feasting album megjelenése után, az év márciusában, kilépett a zenekarból Jeff Hughell és Marco Pitruzzella.
Ezt követően májustól szeptemberig folytak a meghallgatások a basszusgitárosi és dobosi posztra. Szeptemberben bejelentették Joe Bondra dobos és Ivan Munguia basszusgitáros csatlakozását. Bondra helyére hamarosan Ron Casey került, és megkezdték az album munkálatait 2009 augusztusában. A felvételek 2009 decemberétől 2010 januárjáig tartottak, a helyszín pedig ismét a Castle Ultimate stúdió volt, és újra Zach Ohren producerrel dolgoztak.
Bár a Quantum Catastrophe nem konceptalbum a dalok egy része arról a Maja civilizáció által hirdetett jóslatról szól, mely szerint 2012-ben jön el a világvége.
A dalszövegeket Steve Rathjen énekes írta, és olyan témák inspirálták, mint a fekete lyuk, a kozmikus sugárzás, a járványos betegségek vagy az élőhalottak.
A kritikák középpontjában továbbra is a technikás zenéjük áll. Az AllMusic ismertetője is figyelmet szentel a tagok hangszeres tudásának, a The A.V. Club viszont negatív kritikákkal illette a lemezt, kifejtve, hogy jobb lenne ha feloszlatnák magukat."
Videó a Beyond Bludgeoned dalra készült.

## Számlista
Az összes dalt Steve Rathjen és Dylan Ruskin írta, kivéve ahol jelölve van.
1. Obliteration Untold – 3:46
2. Beyond Bludgeoned – 4:16
3. Awaiting Imminent Destruction (Ivan Munguia, Rathjen, Ruskin) – 2:51
4. Nemesis of Neglect – 4:28
5. Entity of Extinction – 3:46
6. Mercy to None (Munguia, Rathjen, Ruskin) – 3:14
7. Monumental Failure – 3:25
8. Quantum Catastrophe – 16:03

## Közreműködők
- Steve Rathjen – ének
- Dylan Ruskin – basszusgitár, gitár
- Ivan Munguia – basszusgitár, gitár
- Ron Casey – dob